# Vencedores do Prêmio Brasil Olímpico de 2017
O Prêmio Brasil Olímpico de 2017 foi mais uma cerimônia anual promovida pelo Comitê Olímpico do Brasil (COB) para homenagear os melhores atletas do ano. A escolha dos melhores em cada uma das 43 modalidades e a definição dos três indicados em cada categoria, masculina e feminina, foi feita por um júri composto por jornalistas, dirigentes, ex-atletas e personalidades do esporte. A escolha para o Troféu Melhor do Ano no Esporte é feita por este mesmo júri, enquanto o voto popular decide o Craque da Torcida, através da Internet. Pelo segundo ano a cerimônia ocorreu em março agora na Cidade das Artes no Rio de Janeiro. Os indicados são entre as mulheres Ana Marcela Cunha (maratona aquática), Ana Sátila (canoagem) e Mayra Aguiar (judô); e os homens Caio Bonfim (marcha atlética), Evandro e André (dupla do vôlei de praia) e Marcelo Melo (tênis).

## Vencedores por modalidade
Foram premiados atletas de 51 modalidades, incluindo as novas modalidades olímpicas: